# 고가시 (후쿠오카현)
고가시(일본어: 古賀市)는 일본 후쿠오카현 가스야 지방에 있는 시이다. 

## 지리
후쿠오카시에서 북동쪽으로 약 15km, 무나카타시에서 남서쪽으로 약 15km 떨어진 곳에 위치한다. 후쿠오카 도시권의 10% 통근권에 속해 후쿠오카시의 베드타운으로 순조롭게 인구를 늘려왔지만 현재는 성장이 둔화되고 있다. 시가 되기 전에는 가스야군 고가정이었고 현재도 광역 행정 등에서 가스야군과의 관계가 깊다.
서쪽은 겐카이나다와 접하고 소나무 숲이 펼쳐진 사구 지대이다. 북부와 남부에는 구릉지가 있으며 각각 후쿠쓰시, 신구정과 접한다. 동부에는 산군 산지에서 이어지는 이누나키 산지가 있다. 마을 중심부에는 산지에서 다이콘강이 흐른다. 다이콘강 근처에 흐르는 나카강의 퇴적·선상지에서 소평지를 형성하고 있다.
중심지는 텐진 지구(후쿠오카시의 텐진과는 다름)이지만 최근에는 공동화가 우려되고 있다. 종합 문화 시설인 "산후레아 고가"가 있어 도서관과 역사자료관 등의 시설이 갖춰져 있다. 겐카이 국립공원의 일부인 신구 해안과 미야와카시 경계에 있는 니시야마산 등 자연의 혜택을 받은 곳이다.

## 인접하는 자치체
- 후쿠쓰시
- 미야와카시
- 가스야군 신구정, 히사야마정

## 역사
- 1889년 4월 1일에 - 정촌제 시행으로 무시로치촌이 성립하였다.
- 1938년 4월 17일에 - 정으로 승격해 고가정이 되었다.
- 1955년 4월 1일 - 고가정, 오노촌, 아오야기촌이 합병해 새로운 고가정이 되었다.
- 1997년 10월 1일 - 시로 승격해 고가시가 되었다.

## 경제
기계공업이나 식품공업 등의 공장이 많이 입지한다.

## 교통

### 철도
- 규슈 여객철도 가고시마 본선

### 도로
- 규슈 자동차도
- 국도 3호선
- 국도 495호선